# Mayuge
Mayuge is de hoofdplaats van het district Mayuge in het oosten van Oeganda.
Mayuge telde in 2002 bij de volkstelling 8933 inwoners.